# 多羅尾光吉
多羅尾 光吉（たらお みつとし）は、室町時代から戦国時代にかけての近江国の武将。『寛政重修諸家譜』では妻は池田教正の娘であるとされるが、教正の活動の初見は永禄年間であり時代が合わない。

## 生涯
近江国甲賀郡信楽荘小川の国人。同じく信楽荘の有力国人であった鶴見成俊との抗争に勝利し、勢力を拡大させることに成功したという。